# Gonochlora minutaria
Gonochlora minutaria är en fjärilsart som beskrevs av Swinhoe 1904. Gonochlora minutaria ingår i släktet Gonochlora och familjen mätare. Inga underarter finns listade i Catalogue of Life.